# Savina Yannatou
Savina Yannatou (in greco: Σαβίνα Γιαννάτου, Savína Giannátou) (Atene, 16 marzo 1959) è una cantante greca.

## Formazione
Nell'infanzia aveva fatto parte, per alcuni anni, nel coro di bambini di Yannis Nousias e aveva studiato chitarra classica. In seguito studiò canto con Gogo Georgilopoulou e Spiros Sakkas ad Atene, ed infine completò gli studi presso la Guildhall School of Music and Drama a Londra. 

## Carriera
Nel 1979 intraprese la sua carriera professionale, nel 1980 pubblicò il suo primo album "Εδώ Λιλιπούπολη" ("Qui Lilipoupolis"), che fu accolto positivamente dalla critica.
In seguito produsse numerosi album, collaborando con diversi compositori greci. Dalla metà degli anni novanta cominciò a collaborare con il gruppo, jazz e musica tradizionale, Primavera en Salonicco Quartet ed iniziò a interpretare musiche del Mediterraneo e musiche della tradizione sefardita.

## Discografia
- 1980 - Εδώ Λιλιπούπολη (Manos Hadjidakis - Various Artists)
- 1981 - Σαμποτάζ (Lena Platonos)
- 1982 - Αγώνες Ελληνικού Τραγουδιού (Manos Hadjidakis - Various Artists)
- 1982 - Καρυωτάκης - 13 Τραγούδια (Lena Platonos)
- 1983 - Ρεβάνς (O.S.T. - Dimitris Papadimitriou)
- 1983 - Το '62 Του Μανου Χατζιδάκι (Lena Platonos)
- 1985 - Εν Αθήναις (Nikos Kypourgos)
- 1985 - Ερωτόκριτος Και Αρετούσα (Nikos Mamangkakis)
- 1985 - Η Ηχώ Και Τα Λάθη Της (Lena Platonos)
- 1985 - Μίλα Μου Για Μήλα (Stavros Papastavrou)
- 1985 - Νανουρίσματα (Nikos Kypourgos)
- 1985 - Ο Οδυσσέας Στο Ποτάμι (Michalis Gregoriou)
- 1986 - Ζει Ο Βασιλιάς Αλέξανδρος; / Sogni di una sirena (Savina Yannatou)
- 1986 - Νέα εκδρομή (Elena Papandreou)
- 1986 - Λεπιδόπτερα (Lena Platonos)
- 1986 - Μinimal suite - Double image (Vangelis Katsoulis)
- 1988 - Το Αηδόνι Του Αυτοκράτορα (Lena Platonos)
- 1990 - Μαρία Ντολόρες Παρελθόν (Dimitris Maragkopoulos)
- 1990 - Το Φλυτζάνι (Petros Dourdoubakis)
- 1991 - Ερωτική Πρόβα (Dimitris Lagios)
- 1992 - Africa (O.S.T. - Panagiotis Kalantzopoulos)
- 1992 - Ίνα Τί (Dimitris Lagios)
- 1993 - Die Zweite Heimat (O.S.T. - Nikos Mamangkakis)
- 1993 - Ατασθαλίες (Vasilis Nikolaidis)
- 1994 - Masko (Savina Yannatou - Nikos Touliatos)
- 1994 - Φέρτε Τα! (Aera Patera)
- 1995 - Άνοιξη Στη Σαλονίκη. Σεφαραδίτικα Λαϊκά Τραγούδια / Spring In Salonica. Sephardic Folk Songs (Savina Yannatou & Primavera En Salonico)
- 1995 - Εάλω Η Πόλις. Θρήνοι Για Την Άλωση Της Κωνσταντινούπολης (Ergastiri Palias Mousikis)
- 1996 - Ιστορίες αποχαιρετισμού. Μουσική για τις παραστάσεις της εταιρείας Θεάτρου Διπλούς Έρως (Dimitris Kamarotos)
- 1997 - What summer is made for. Live At Rivermead Reading, 1996 Womad Festival (Various Artists)
- 1997 - Αναπνοές (Lena Platonos)
- 1997 - Αποχαιρετισμοί Της Θάλασσας (Michalis Gregoriou)
- 1997 - Μελωδίες Της Ανατολής. Τραγούδια Της Σμύρνης (Various Artists)
- 1997 - Μέσ' απ' το Σκοτάδι / Through The Darkness (Vangelis Katsoulis)
- 1997 - Προστάτης Οικογένειας (O.S.T. - Nikos Mamangkakis)
- 1997 - Σκοτεινή Πράξη (Michalis Gregoriou)
- 1997 - Τέμπλο (Giorgos Christianakis)
- 1998 - Vananda (Andreas Georgiou)
- 1998 - Όπως Η Θάλασσα (Omadiki Apodrasi)
- 1998 - Οι Φωτογράφοι (O.S.T. - Nikolas Gkinis)
- 1998 - Τραγούδια Της Μεσογείου / Songs Of The Mediterranean (Savina Yannatou & Primavera En Salonico)
- 1999 - Μικρές Αγγελίες (Michalis Siganidis)
- 1999 - Μικρό Έπος Για Τον Ανδρέα Ροδινό (Nikos Mamangkakis)
- 1999 - Παναγιές Του Κόσμου / Virgin Maries Of The World (Savina Yannatou & Primavera En Salonico)
- 1999 - Τα Ρόδινα Ακρογιάλια (O.S.T. - Dimitris Katakouzinos)
- 2000 - Rosa Das Rosas (Savina Yannatou)
- 2001 - Mode Plagal III (Mode Plagal)
- 2001 - Terra Nostra (Savina Yannatou & Primavera En Salonico)
- 2001 - Εδώ Λιλιπούπολη. Ζωντανή Hχογράφηση Aπό Tο Μουσικό Θέατρο Βόλου (Various Artists)
- 2001 - Έλληνες Συνθέτες. Ορχήστρα Νυκτών Εγχόρδων Δήμου Πατρέων (Various Artists)
- 2001 - Τα Μυστικά Του Κήπου (Nikos Kypourgos)
- 2002 - Lilly's Story (O.S.T. - Nikos Mamangkakis)
- 2002 - Μια Φορά Κι Έναν Καιρό... Παραμύθια Και Διηγήματα Απ' Την Ελλάδα Και Τον Κόσμο (Various Artists)
- 2002 - Πάω Να Πω Στο Σύννεφο (Savina Yannatou)
- 2003 - Asate (Andreas Georgiou)
- 2003 - Tvá Zlatá Lodka (Irena Havlová & Vojtěch Havlov)
- 2003 - Ένα Γράμμα Στον Πατέρα Μου (Various Artists)
- 2003 - Σας Τα 'Παν Άλλοι; Κάλαντα Δωδεκαημέρου (Various Artists)
- 2003 - Μπλέ (Michalis Gregoriou)
- 2004 - Κηποθέατρο (Nikos Kypourgos)
- 2005 - Electra (Arild Andersen)
- 2005 - Levantina (Vojislav Ivanović)
- 2005 - Sumiglia (Savina Yannatou & Primavera En Salonico)
- 2006 - En Concert (Miquel Gil)
- 2006 - Heimat (O.S.T. - Nikos Mamangkakis)
- 2006 - Tutti Baci (Savina Yannatou & Primavera En Salonico, Elena Ledda & Mauro Palmas) (live)
- 2006 - Άσμα Ασμάτων. Ιερά Τραγούδια Του Έρωτα (Nikos Mamangkakis)
- 2006 - Η Μπαλάντα Του Ερωτόκριτου (Nikos Mamangkakis)
- 2006 - Μέγα Ορατόριο Των Ελλήνων. Στρατηγού Μακρυγιάννη (Nikos Mamangkakis)
- 2007 - Far West. Tribal Dances (Sotiris Debonos)
- 2007 - Μουσική Δωματίων / Musique Des Chambres (Savina Yannatou)
- 2008 - Songs Of An Other (Savina Yannatou & Primavera En Salonico)
- 2008 - Τραγούδια Του Αιγαίου (Orchestra Of Colours)
- 2008 - Πάντως Ήταν Νύχτα. Λα Πουπέ (Stella Gadedi)
- 2009 - Birthdays (Felizol)
- 2009 - Οι Άλλοι (Michalis Siganidis)
- 2009 - Σώμα (Soma)
- 2010 - Ερωτόκριτος (Nikos Mamangkakis)
- 2010 - Η Όπερα Των Σκιών (Nikos Mamangkakis)
- 2010 - Ερωφίλη (Nikos Mamangkakis)
- 2010 - Η Συναυλία Στο Παλλάς (Lena Platonos)
- 2010 - Ερωτόκριτος. Η Εκδοχή Της Σητείας (Nikos Mamangkakis)
- 2010 - Το Τραγούδι Του Μπελογιάννη Και Της Έλλης Παππά (Nikos Mamangkakis)
- 2011 - Ομήρου Οδύσσεια, Nektarios Karantzis, 	Lyra
- 2011 - Εγκώμιο στον Αλέξανδρο Παπαδιαμάντη, Nikos Mamangakis,	Ιδαία
- 2011 - Η Οδύσσεια του Νίκου Καζαντζάκη, Nikos Mamangakis, Ιδαία, (l'Odissea di Nikos Kazantzakis